# Фрэнк Андервуд
Фрэ́нсис Джо́зеф А́ндервуд (англ. Francis Joseph Underwood) — персонаж и протагонист американского веб-телесериала «Карточный домик» компании Netflix. Его прототипом является Фрэнсис Уркхарт, главный герой британских романа и телесериала «Карточный домик», по которым и снята американская версия. Роль Андервуда исполняет американский актёр Кевин Спейси. Впервые появился в сериале в пилотном эпизоде под названием «Глава 1».
Персонаж был описан как манипулятивный, бессердечный, пренебрегающий нормами морали и даже отвратительный, но при этом критики с одобрением назвали его одним из лучших телевизионных антигероев XXI века. Кевин Спейси является одним из трех актёров веб-телевидения (Netflix), которые, исполнив главную роль, получили номинацию на прайм-тайм премию «Эмми». Спейси получил две номинации на премию «Золотой глобус», из которых выиграл в одной, и три номинации на премию Гильдии киноактеров США, включая одну номинацию за лучший актёрский состав, с которым он также выиграл одну номинацию.

## Вымышленная биография
По сюжету телесериала Андервуд — партийный организатор, член Палаты представителей США от Демократической партии. Он родом из небольшого городка Гафни в Южной Каролине, окончил военное училище, а затем юридический факультет Гарвардского университета. В Гарварде Фрэнк познакомился со своей будущей женой Клэр (Робин Райт).
В 2012 году Андервуд помогает демократу Гарретту Уокеру одержать победу на выборах президента США взамен на обещание последнего в случае успеха назначить Фрэнка на должность госсекретаря. После выборов Андервуд узнаёт, что обещанный пост он не получит, что приводит его в ярость; с помощью политических интриг ему удаётся вновь добиться расположения Уокера и стать вице-президентом, а в 2014 году он добивается отставки главы государства и сам становится 46-м президентом США.
На посту президента начал программу AmericaWorks, целью которой является уменьшение уровня безработицы в стране. Программа разрабатывалась без одобрения Конгресса, но с обещанием Фрэнсиса не баллотироваться в выборы 2016 года. В ходе политических интриг программа была свернута, а руки Андервуда развязаны, и он баллотируется на выборы 2016 года от Демократической партии вместе с своей женой Клэр в качестве вице-президента. Его главным оппонентом становится кандидат-республиканец, губернатор штата Нью-Йорк Уилл Конуэй.
Вскоре после победы Андервуда начинается расследование журналистов касательно прошлых грехов президента. В результате этого расследования (информацию по которому, как оказалось, сливал он сам) президент уходит в отставку и ждет амнистии от своей жены, принявшей присягу на пост Президента США. Вскоре после этих событий в 2017 году Фрэнк неожиданно умирает. Впоследствии выясняется, что Фрэнсис, разочаровавшийся в своей жене, решил разрушить все, что создавалось до этого. Дабы помешать этому, его сподвижник Даг Стемпер убивает своего бывшего начальника, подставив это как несчастный случай в результате передозировки лекарствами.

## Награды и номинации
На 3-й церемонии вручения премии Выбора телевизионных критиков Кевин Спейси был номинирован как лучший актёр драматического сериала за роль Фрэнка Андервуда.
18 июля 2013 года Netflix получила первые номинации на 65-й церемонии вручения прайм-тайм премии «Эмми» за свои собственные веб-телесериалы. Таких было три: «Замедленное развитие», «Хемлок Гроув» и «Карточный домик». Впервые три номинации на премию «Эмми» за лучшую главную роль были от веб-телесериалов: номинацию за лучшую мужскую роль в драматическом телесериале получил Кевин Спейси за исполнение роли Фрэнка Андервуда, номинацию за лучшую женскую роль в драматическом телесериале получила Робин Райт за роль Клэр Андервуд и номинацию за лучшую мужскую роль в комедийном телесериале получил Джейсон Бейтман — роль Майкла Блата в «Замедленном развитии». Спейси также получил номинации на «Золотой глобус» и премию Гильдии киноактеров США за лучшую мужскую роль в драматическом телесериале.